# Iwan Padalka

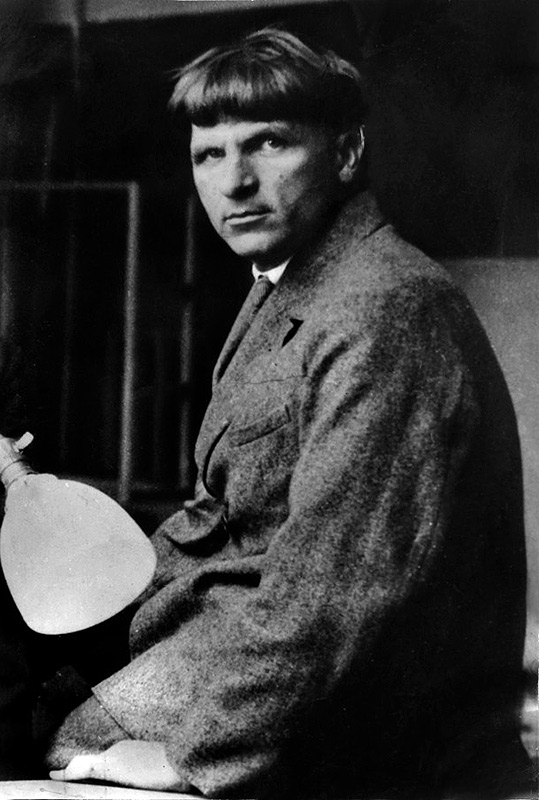
Iwan Padalka, 1917

Iwan Iwanowytsch Padalka (ukrainisch Іван Іванович Падалка; * 15. November 1894 in Schornokljowy, Rajon Solotonoscha, Gouvernement Poltawa, Russisches Kaiserreich; † 13. Juli 1937 in Kiew) war ein ukrainischer Maler, der durch das NKWD hingerichtet wurde.

## Leben und Wirken
Iwan Padalka wurde in eine Bauernkosakenfamilie geboren, sein Vater und Großvater gehörten der Helmjasiwska Sotnja des Perejaslaw-Regiments an.
Von 1909 bis 1912 besuchte Padalka die Kunst- und Industrieschule in Myrhorod bei Opanas Slastion. Ende 1912 wurde er wegen der Organisation eines Schulstreiks von der Schule verwiesen. Anschließend zog er nach Poltawa, wo er im ethnografischen Museum arbeitete und Kopien ukrainischer Teppiche für die Weberei des Sammlers Bohdan Chanenko anfertigte. Auf diese Weise konnte er sein Studium an der Kiewer Kunstschule (1913–17) und an der ukrainischen Nationalen Akademie der Schönen Künste und Architektur (1917–20) bei Mychajlo Bojtschuk und Wassyl Krytschewskyj fortsetzen.
Von 1922 bis 1925 lehrte er an der Kunst- und Keramikschule in Meschyhirja bei Kiew. Danach war er Professor an den Kunst- und Industrieinstituten in Charkiw und Kiew. Zusammen mit Ostap Wyschnja, Mykola Chwylowyj, Wolodymyr Sosjura, Pawlo Tytschyna, Mychajlo Semenko, Majk Johansen, Anatolij Petryzkyj, Wassyl Sedljar und weiteren Künstlern der 1930er Jahre wohnte er im Slowo-Gebäude.
Padalka illustrierte zahlreiche Kinderbücher und gestaltete Plakate, Exlibris sowie Buchumschläge für Werke von Taras Schewtschenko, Iwan Franko, Oles Doswitnij, Iwan Kotljarewskyj, Majk Johansen und Walerjan Polischtschuk. Seine Gemälde wurden zusammen mit Werken anderer Boychukisten in 15 internationalen Kunstausstellungen gezeigt, die zwischen 1928 und 1933 in Deutschland, den Niederlanden, Schweden, der Schweiz, Dänemark, England, Frankreich, Japan, Italien und Polen stattfanden.
Am 29. September 1936 wurde Iwan Padalka von NKWD unter dem Vorwurf der Mitgliedschaft in einer konterrevolutionären Organisation verhaftet. Am 13. Juli 1937 wurde er im Zuge der Stalinschen Säuberungen zusammen mit anderen Bojtschukisten erschossen.

## Werke (Auswahl)

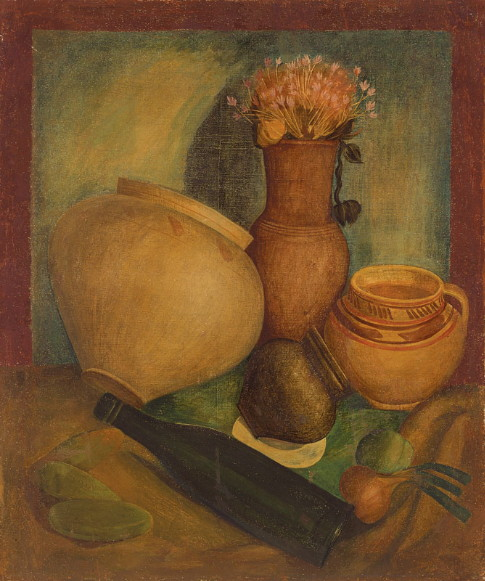
Stillleben, 1920
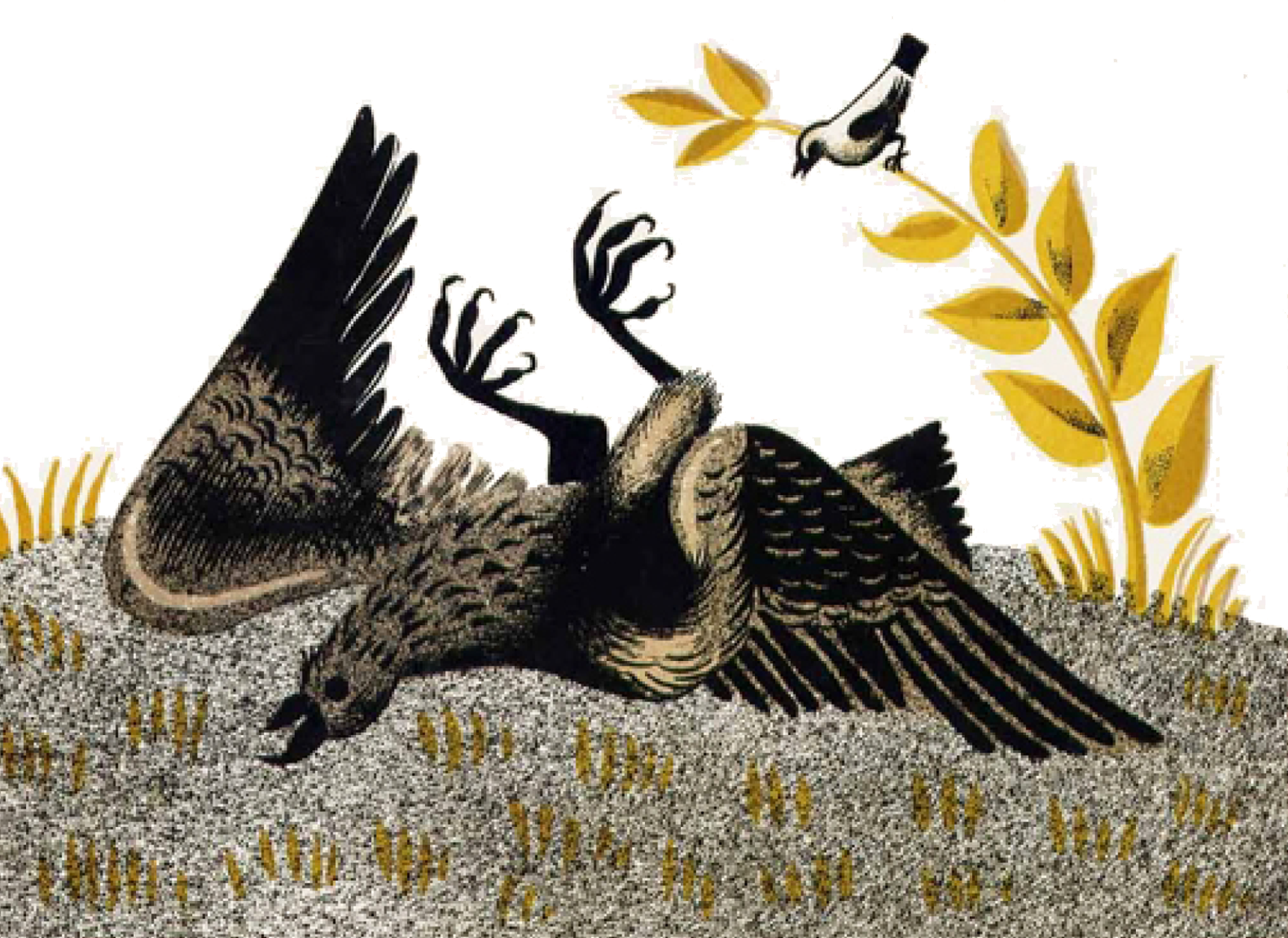
Illustration, 1927
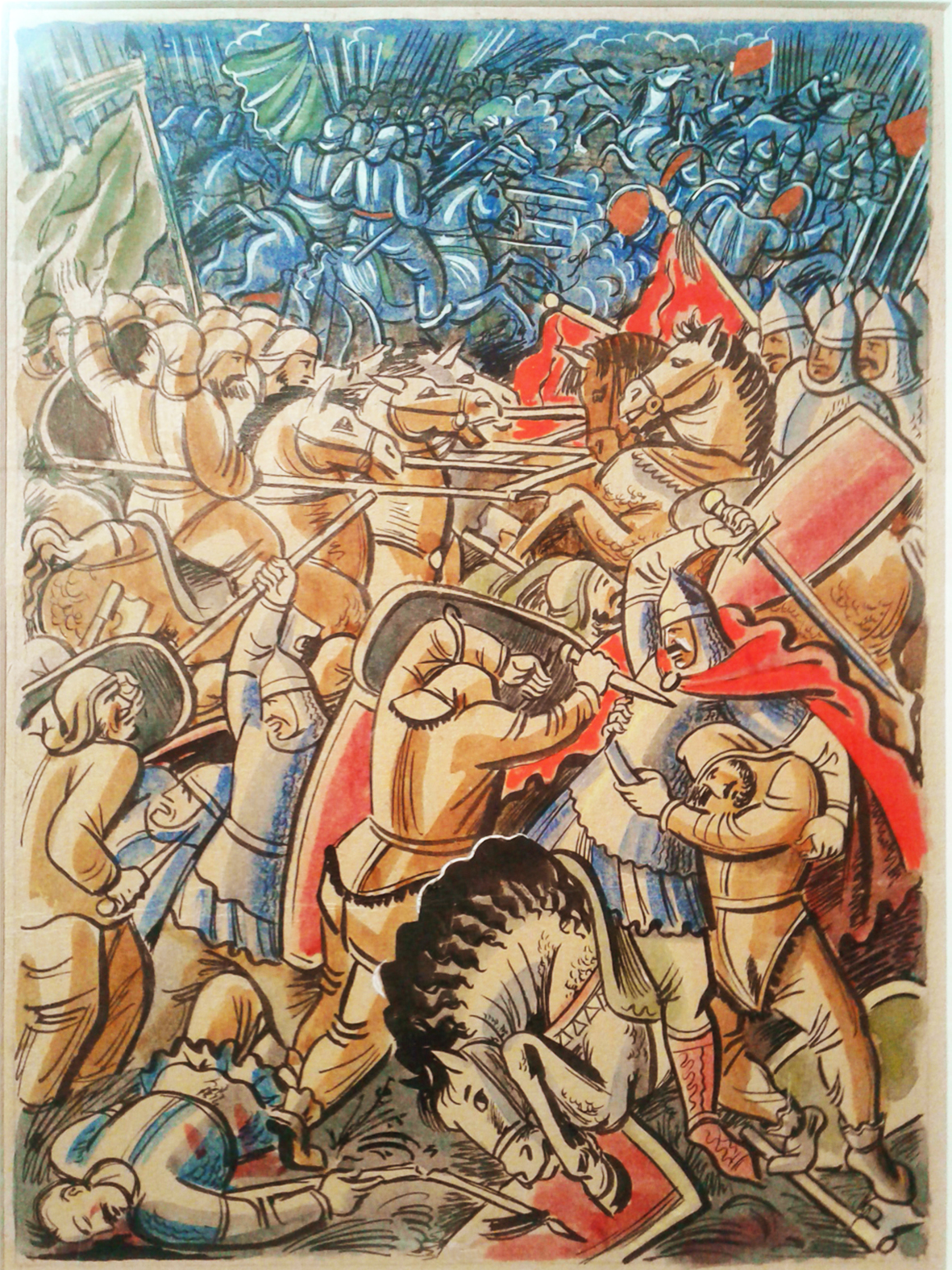
Skizze zur Illustration von Igorlied, 1928
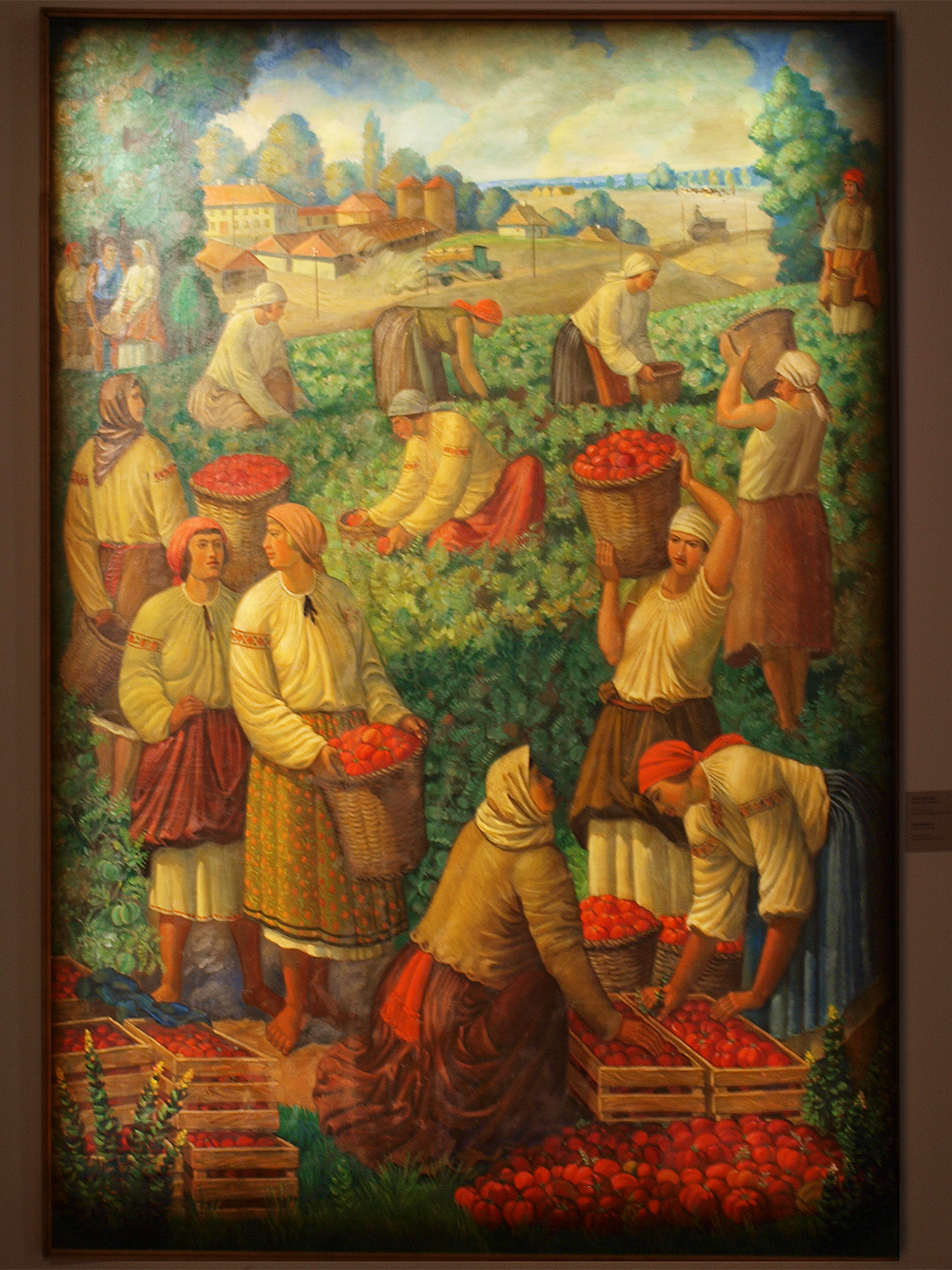
Ernte von Tomaten, 1932
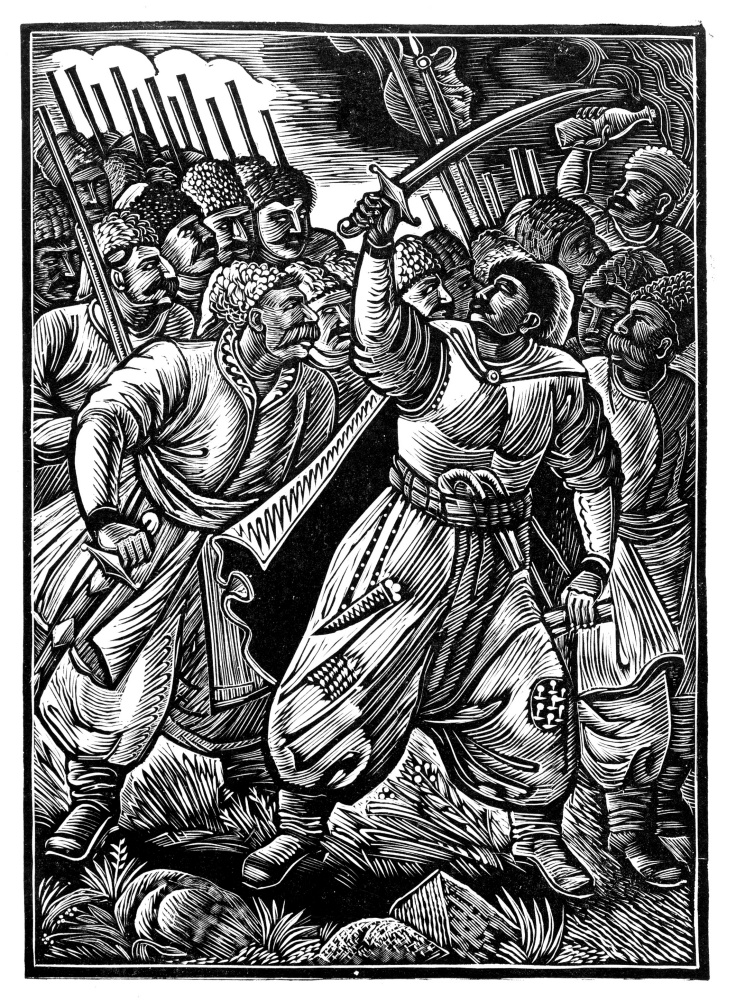
Enejida, 1937